# Liste der Burgen und Schlösser in der Woiwodschaft Łódź
Die Liste der Burgen und Schlösser in der Woiwodschaft Łódź umfasst bestehende und verfallene Burgen und Schlösser in der polnischen Woiwodschaft Łódź. Die Liste enthält nicht die Stadtschlösser und Palais der Stadt Łódź, diese befinden sich hier:
- Liste der Palais in Łódź

## Burgen und Schlösser
| Name                                  | Ort                  | Region | Baujahr   | Zustand       | Bild |
| ------------------------------------- | -------------------- | ------ | --------- | ------------- | ---- |
| Burg Besiekiery                       | Besiekiery           |        | um 1400   | Ruine         |      |
| Schloss Biała Rawska                  | Biała Rawska         |        | um 1850   | Ruine         |      |
| Schloss Białaczów                     | Białaczów            |        | 1797      | Erhalten      |      |
| Schloss Bratoszewice                  | Bratoszewice         |        | um 1900   | Erhalten      |      |
| Schloss Chojnata                      | Wola-Chojnata        |        | 1873      | Erhalten      |      |
| Schloss Drzewica                      | Drzewica             |        | 1527      | Ruine         |      |
| Schloss Działoszyn                    | Działoszyn           |        | vor 1600  | Erhalten      |      |
| Schloss Gorzkowice                    | Gorzkowice           |        | 1638      | Ruine         |      |
| Burg Inowłódz                         | Inowłódz             |        | 1356      | Ruine         |      |
| Königsschloss Łęczyca                 | Łęczyca              |        | nach 1345 | Rekonstruiert |      |
| Schloss Kaleń                         | Kaleń                |        | um 1850   | Erhalten      |      |
| Schloss Kiernozia                     | Kiernozia            |        | um 1850   | Erhalten      |      |
| Schloss Krośniewice                   | Krośniewice          |        | nach 1850 | Erhalten      |      |
| Schloss Ksawerów                      | Ksawerów             |        | um 1850   | Erhalten      |      |
| Schloss Majkowice                     | Majkowice            |        | nach 1500 | Ruine         |      |
| Schloss Małków                        | Małków               |        | nach 1800 | Erhalten      |      |
| Schloss Nieborów                      | Nieborów             |        | 1690      | Erhalten      |      |
| Schloss Niechcice                     | Niechcice            |        | um 1800   | Erhalten      |      |
| Schloss Opoczno                       | Opoczno              |        | nach 1550 | Rekonstruiert |      |
| Schloss Oporów                        | Oporów               |        | 1434      | Erhalten      |      |
| Schloss Ozorków                       | Ozorków              |        | um 1850   | Erhalten      |      |
| Königsschloss Piotrków Trybunalski    | Piotrków Trybunalski |        | 1512      | Erhalten      |      |
| Rudowski-Schloss Piotrków Trybunalski | Piotrków Trybunalski |        | 1899      | Erhalten      |      |
| Schloss Poddębice                     | Poddębice            |        | vor 1617  | Erhalten      |      |
| Schloss Rawa Mazowiecka               | Rawa Mazowiecka      |        | vor 1400  | Ruine         |      |
| Schloss Rożdżały                      | Rożdżały             |        | um 1850   | Erhalten      |      |
| Primaspalast Skierniewice             | Skierniewice         |        | 1610      | Erhalten      |      |
| Schloss Sokolniki                     | Sokolniki            |        | 1775      | Erhalten      |      |
| Schloss Stary Gostków                 | Stary Gostków        |        | 1802      | Erhalten      |      |
| Schloss Ujazd                         | Ujazd                |        | vor 1500  | Umgestaltet   |      |
| Burg Uniejów                          | Uniejów              |        | 1360      | Erhalten      |      |
| Burg Walewice                         | Walewice             |        | 1773      | Erhalten      |      |
| Burg Walichnowy                       | Walichnowy           |        | 1843      | Erhalten      |      |
| Burg Wieluń                           | Wieluń               |        | vor 1311  | Umgestaltet   |      |
| Schloss Wola Wydrzyna                 | Wola Wydrzyna        |        | nach 1800 | Ruine         |      |
| Bischofspalast Wolbórz                | Wolbórz              |        | 1768      | Erhalten      |      |
| Schloss Zadzim                        | Zadzim               |        | vor 1800  | Ruine         |      |